# Aristolochia setulosa
Aristolochia setulosa är en piprankeväxtart som beskrevs av A.A.M.Araújo. Aristolochia setulosa ingår i släktet piprankor, och familjen piprankeväxter. Inga underarter finns listade i Catalogue of Life.